# Communauté de communes du Bassigny
Die Communauté de communes du Bassigny ist ein ehemaliger französischer Gemeindeverband mit der Rechtsform einer Communauté de communes im Département Haute-Marne in der Region Grand Est. Sie wurde am 13. Dezember 2000 gegründet und umfasste 20 Gemeinden. Der Verwaltungssitz befand sich im Ort Val-de-Meuse.

## Historische Entwicklung
Mit Wirkung vom 1. Januar 2017 fusionierte der Gemeindeverband mit der Communauté de communes du Grand Langres (vor 2017) und bildete so die Nachfolgeorganisation Communauté de communes du Grand Langres.
Trotz der Namensgleichheit mit der Vorgängerorganisation handelt es sich um eine Neugründung mit anderer Rechtspersönlichkeit.

## Ehemalige Mitgliedsgemeinden
1. Avrecourt
2. Buxières-lès-Clefmont
3. Celles-en-Bassigny
4. Chauffourt
5. Choiseul
6. Clefmont
7. Daillecourt
8. Dammartin-sur-Meuse
9. Frécourt
10. Is-en-Bassigny
11. Lavernoy
12. Lavilleneuve
13. Marcilly-en-Bassigny
14. Noyers
15. Perrusse
16. Rançonnières
17. Rangecourt
18. Sarrey
19. Saulxures
20. Val-de-Meuse